# 천차오언
천차오언(중국어 정체자: 陳喬恩, 간체자: 陈乔恩, 병음: Chén Qiáoēn, 한자음: 진교은, 영어: Joe Chen 조 천[*], 1979년 4월 4일~)은 중화민국의 배우, 가수이며, 하카계 출신이다.

## 출연 작품

### 드라마
- 2001년 TTV 일요드라마 《라벤더》 - 샤오휘 역
- 2002년 삼립TV 대만드라마 《MVP 정인》 - 비비 역
- 2003년 하카 텔레비전 대만드라마 《로눈대세》 - 유금성 역
- 2003년 중화 텔레비전 대만드라마 《천금백분백》 - 양소봉 역
- 2004년 TTV 일요드라마 《애상천금미미》 - 앨비 역
- 2004년 민간전민텔레비전공사 대만드라마 《홍색여인화》 - 뤄치아오언 역
- 2005년 삼립TV 대만드라마 《대웅의사가》 - 서소은 역
- 2005년 TTV 일요드라마 《왕자변청와》 - 예톈위 역
- 2006년 중화 텔레비전 대만드라마 《전도석두포》 - 엽타려 역
- 2007년 TTV 일요드라마 《앵야3가1》 - 하천 역
- 2008년 TTV 일요드라마 《명중주정아애니》 - 천신이 역
- 2008년 TTV 일요드라마 《무적산보매》 - 천신이 역 (특별출연)
- 2009년 TTV 일요드라마 《복기우안강》 - 푸안 역
- 2010년 후난위성텔레비전 금응독파극장 《가기여몽》 - 우가기 역
- 2011년 안후이 위성 텔레비전 해돈제일극장 《춘광찬란저구매》 - 차구매 역
- 2012년 후난위성텔레비전 금응독파극장 《성뉘의 대가》 - 린샤오제 역
- 2013년 후난위성텔레비전 금응독파극장 《소오강호》 - 동방불패 역
- 2013년 저장 위성 텔레비전 중국람극장 《왕의 여인》 - 여낙 역
- 2015년 후난위성텔레비전 금응독파극장 《금수연화려모험》 - 영금수 역
- 2015년 후난위성텔레비전 금응독파극장 《편편희환니》 - 천바오바오 역
- 2016년 CCTV-8 황금강당극장 《가개로공과일자》 - 진가옥 역
- 2016년 후난위성텔레비전 금응독파극장 《스테이 위드미》 - 리웨이웨이 역
- 2016년 텐센트 웹드라마 《귀취등지정절고성》 - 정절여천 역
- 2017년 후난위성텔레비전 금응독파극장 《인간지미시청환》 - 안청환 역
- 2017년 저장 위성 텔레비전 주파극장 《전기대형》 - 매괴 역
- 2019년 아이치이 웹드라마 《독고황후》 - 독고가라 역
- 2021년 아이치이 웹드라마 《장지고비》 - 우디 역
- 2022년 후난위성텔레비전 금응독파극장 《우견최찬적니》 - 독고뤄난 역

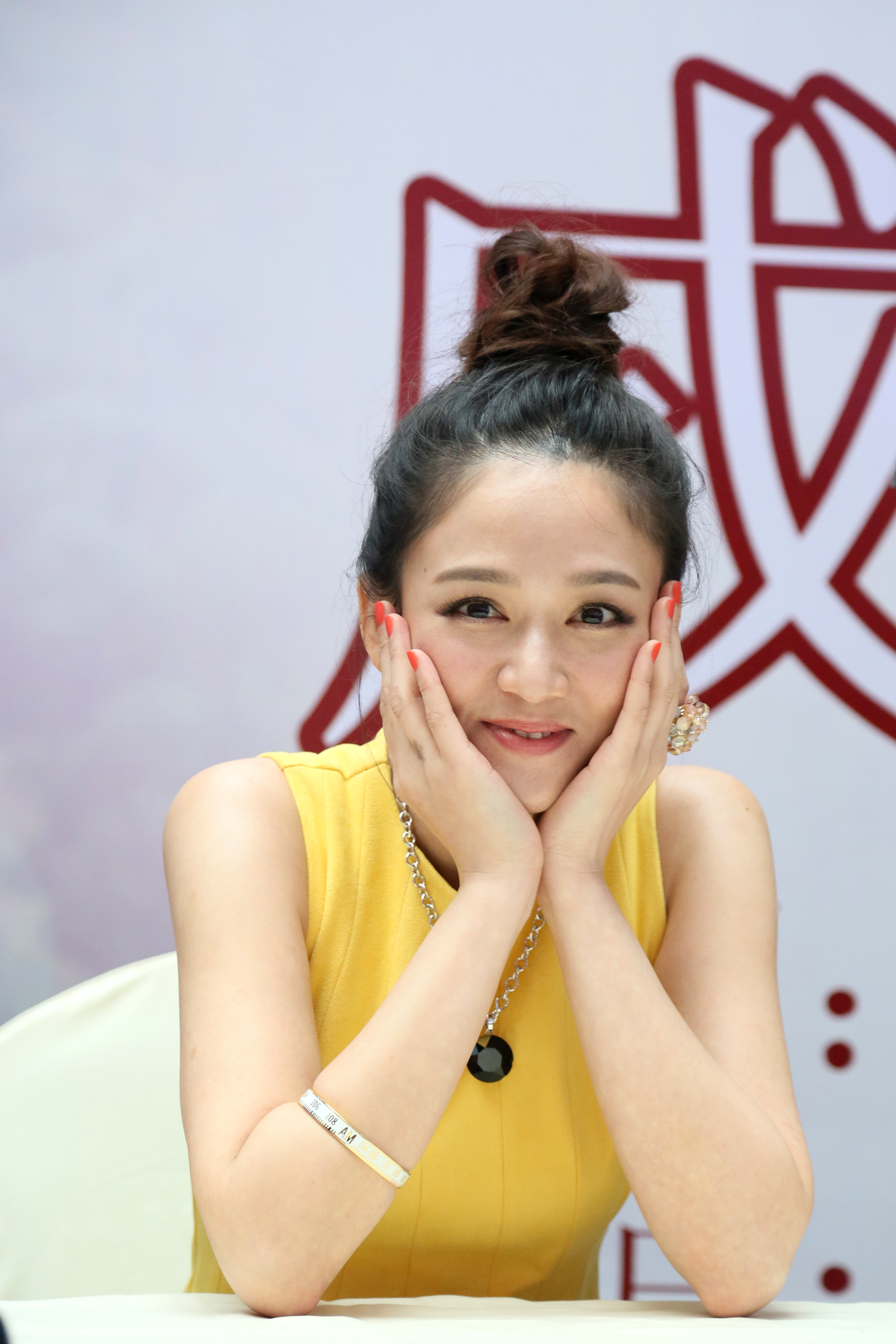
2013년의 천차오언